# Стафийчук, Иван Иосифович
Иван Иосифович Стафийчук (1912, село Медовка Подольской губернии, ныне Оратовский район Винницкой области — декабрь 1982, Киев) — советский и компартийный деятель, депутат Верховного Совета СССР 3-7-го созывов, депутат Верховного Совета УССР 8-го созыва. Член ЦК КПУ в 1952—1976 гг.

## Биография
Родился в семье крестьянина. Украинец. Окончил Украинскую сельскохозяйственную академию.
С 1931 года — агроном, заведующий районным земельным отделом, директор совхоза.
В 1940 году стал членом ВКП(б).
С 1943 года — председатель райисполкома, 1-й секретарь Тетиевского районного комитета КП(б)У Киевской области, 1-й секретарь Звенигородского районного комитета КП(б)У Киевской области. В мае 1951 — декабре 1962 г. — председатель исполнительного комитета Киевского областного Совета депутатов трудящихся.
В январе 1963 — декабре 1964 г. — 1-й секретарь Киевского сельского областного комитета КПУ. В декабре 1964 — марте 1967 г. — председатель исполнительного комитета Киевского областного Совета депутатов трудящихся.
В марте 1967 — 1969 годах — председатель Государственного комитета Совета Министров Украинской ССР по хлебопродуктам и комбикормовой промышленности.
В 1969 — 19 апреля 1975 г. — министр заготовок Украинской ССР.
С 1975 года — на пенсии.
Скончался в декабре 1982 года, похоронен на Байковом кладбище Киева.
Награждён орденами (в том числе орденом Трудового Красного Знамени) и медалями.

## Ссылка
- (рус.)Справочник по истории Коммунистической партии и Советского Союза 1898—1991